# 분냥 보라치트
분냥 보라치트(라오어: ບຸນຍັງ ວໍລະຈິດ 분냥 보라치트, 문화어: 분냥 워라찟, 1937년 8월 15일~)은 라오스의 국가주석이다. 1996년부터 2001년까지 정부수상 대리로 일하다가 정부수상으로 임명되었다. 그는 부아손 부파반이 정부수상으로 임명된 2006년 6월 8일 국가부주석이 되었다. 2016년부터 2021년까지 라오스의 국가주석 직무를 수행하였다.